# Яворницкое (Запорожская область)
Яворницкое (укр. Яворницьке) — село,
Николай-Польский сельский совет,
Запорожский район,
Запорожская область,
Украина.
Код КОАТУУ — 2322187208. Население по переписи 2001 года составляло 106 человек.

## Географическое положение
Село Яворницкое находится на расстоянии в 2,5 км от сёл Малозахарино (Солонянский район) и Нововознесенка.
По селу протекает пересыхающий ручей с запрудой.
Рядом проходит автомобильная дорога Т-0809.

## История
- 1929 год — дата основания.